# Jean Washer
Jean Marie Octave Constant Washer (Sint-Agatha-Berchem, 22 augustus 1894 – Genève, 23 maart 1972) was een Belgisch tennisser uit de jaren 1920. Hij behoorde op dat moment tot de wereldtop.
Hij was een zoon van de Brusselse textielondernemer Emile Washer (1862-1926). Tijdens de Eerste Wereldoorlog was Washer actief in het leger en hij klom op tot de graad van luitenant. Na de oorlog begon hij tennis te spelen en sloot hij zich aan bij de Royal Léopold Club. Zijn beste jaren waren 1923, toen hij achtste stond op de wereldranglijst en 1925, toen hij de halve finales bereikte van het tennistoernooi van Roland Garros.
In 1919 nam hij deel aan de Intergeallieerde Spelen voor soldaten te Parijs maar werd er in de eerste ronde uitgeschakeld. Op de Olympische Spelen van 1920 te Antwerpen bereikte hij in het enkelspel de derde ronde en telkens de tweede ronde in het mannendubbelspel en het gemengd dubbelspel (samen met Anne de Borman). Op de Olympische Spelen van 1924 te Parijs bereikte Washer de achtste finales in het enkelspel en de tweede ronde in het mannendubbel.
Tussen 1920 en 1927 werd Washer achtmaal opeenvolgend Belgisch kampioen enkelspel. Hij nam voor België deel aan de Davis Cup tussen 1921 en 1927.
In 1920 huwde Washer met Simone van der Straeten (1894-1994), een kleindochter van Ernest Solvay. Zij kregen vier kinderen waaronder Philippe die eveneens een bekend tennisser werd.

## Resultaten grandslamtoernooien
| Legenda | Legenda                          |
| ------- | -------------------------------- |
| g.t.    | geen toernooi gehouden           |
| l.c.    | lagere categorie                 |
| –       | niet deelgenomen                 |
| G       | uitgeschakeld in de groepsfase   |
| 1R      | uitgeschakeld in de eerste ronde |
| 2R      | uitgeschakeld in de tweede ronde |
| 3R      | uitgeschakeld in de derde ronde  |
| 4R      | uitgeschakeld in de vierde ronde |
| KF      | uitgeschakeld in de kwartfinale  |
| HF      | uitgeschakeld in de halve finale |
| F       | de finale verloren               |
| W       | het toernooi gewonnen            |
| w-v     | winst/verlies-balans             |

### Enkelspel
| Toernooi        | 1922 | 1923 | 1924 | 1925 | 1926 |
| --------------- | ---- | ---- | ---- | ---- | ---- |
| Australian Open | –    | –    | –    | –    | –    |
| Roland Garros   | –    | –    | –    | HF   | KF   |
| Wimbledon       | 1R   | 1R   | KF   | 4R   | –    |
| US Open         | –    | –    | –    | –    | –    |

### Mannendubbelspel
Hij kwam nooit in actie in het dubbelspel op Wimbledon.